# Rumex cacozelus
Rumex cacozelus är en slideväxtart som beskrevs av A. Valta. Rumex cacozelus ingår i släktet skräppor, och familjen slideväxter. Inga underarter finns listade i Catalogue of Life.